# Rheum palaestinum
Rheum palaestinum (Engels: desert rhubarb) is een soort uit de duizendknoopfamilie (Polygonaceae). Het is een kruidachtige plant met brede stijve bladeren met een wasachtig oppervlak. De plant groeit tijdens de regenachtige winterperiode.
De soort komt voor van Israël tot in Irak en op het Arabisch schiereiland. Hij groeit daar op rotsachtige grond, op kliffen en tussen woestijnrotsen, meestal boven de 850 meter.